# Förarkabin
För andra betydelser, se Hytt.

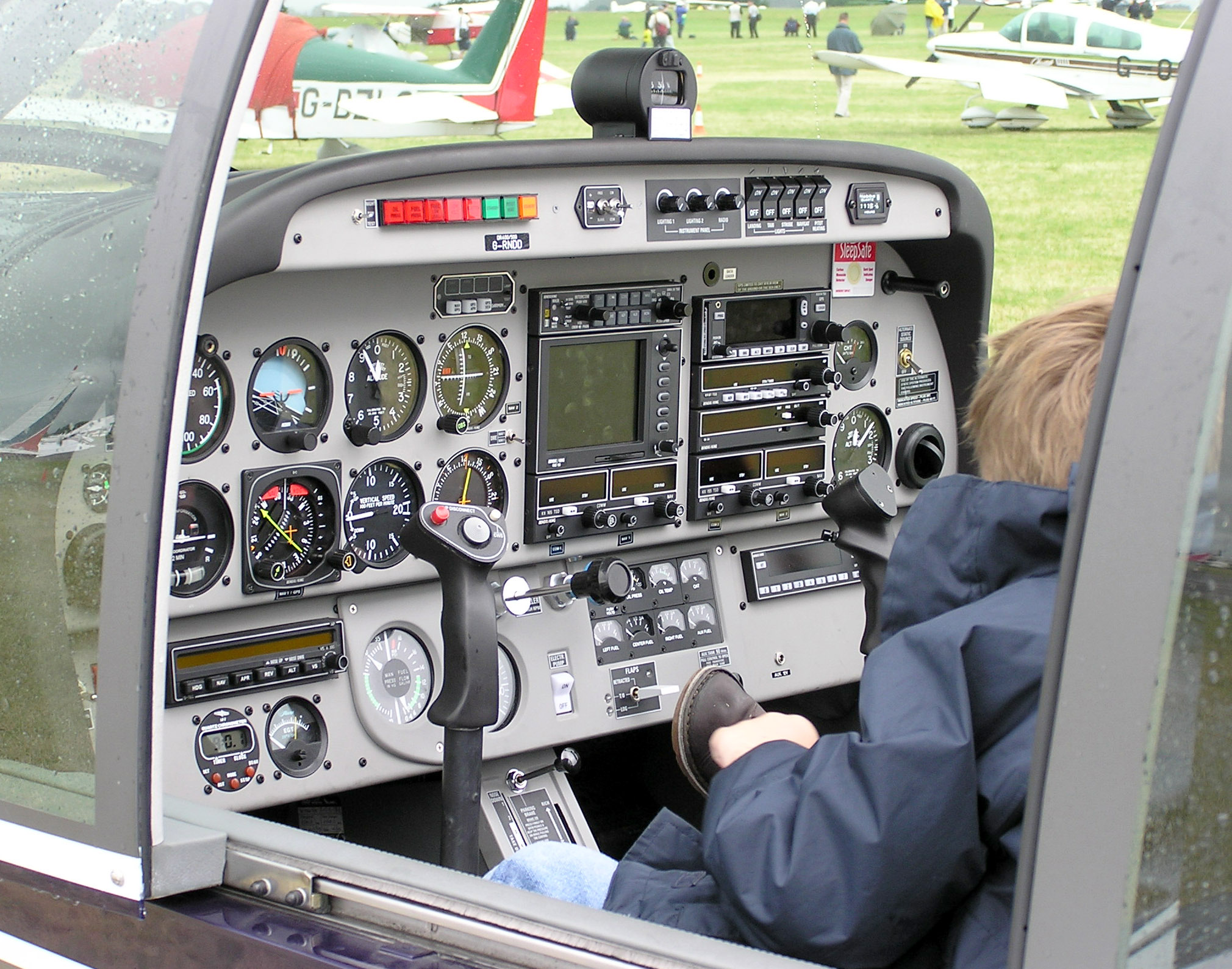
Förarkabin i en Robin DR400/500 President (UK reg. G-RNDD) på Kemble Airfield, Gloucestershire, England.

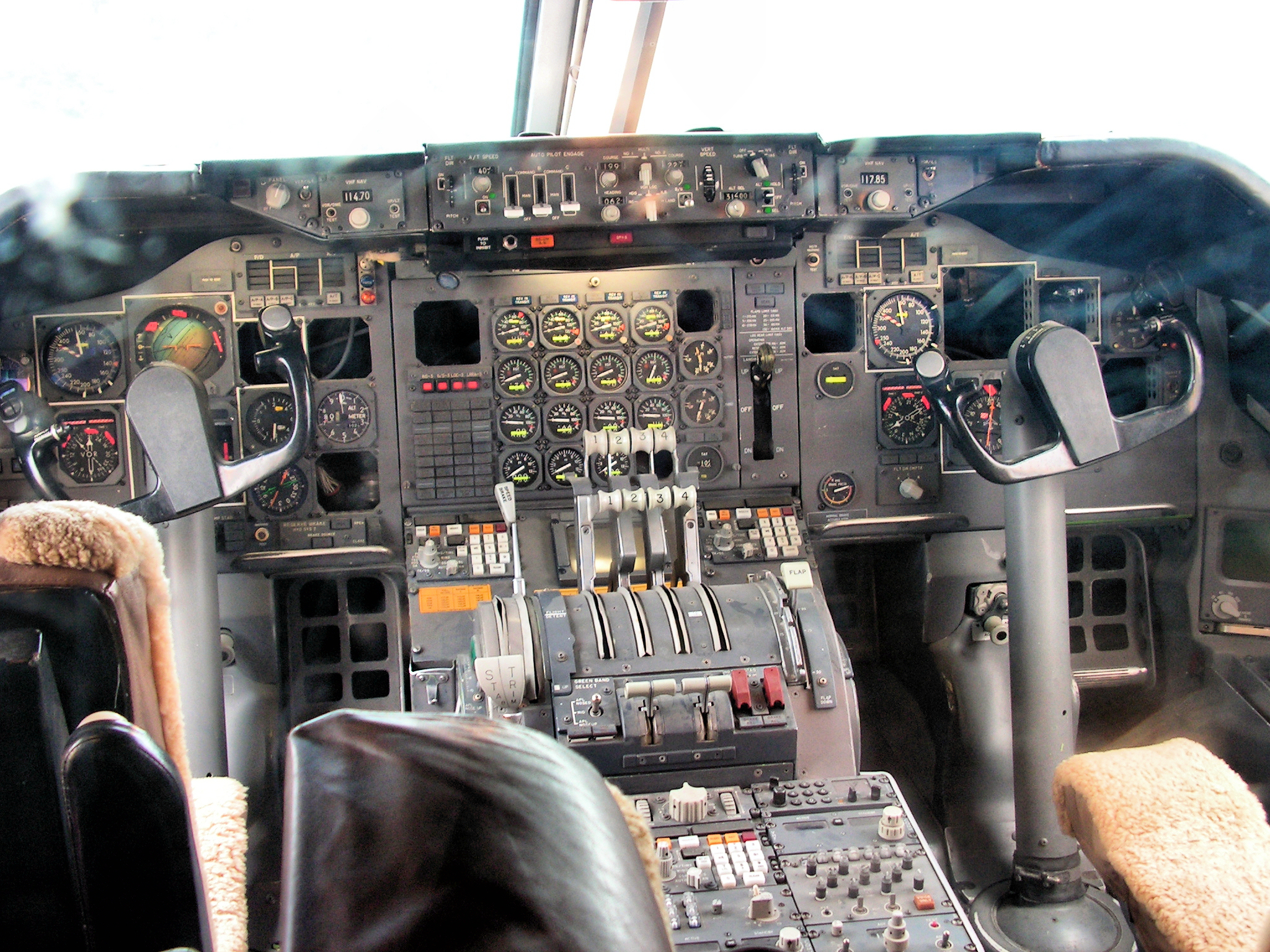
Flight deck i en Boeing 747-230, före tiden för "glasförarkabin". Från Technik-Museum Speyer, Tyskland.

Fartmätare.

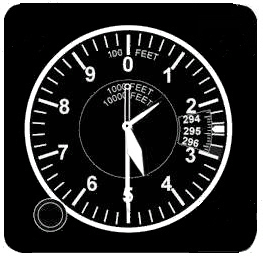
Höjdmätare.

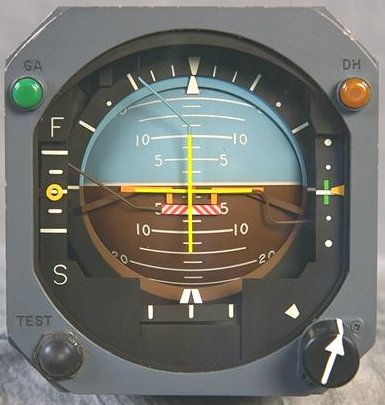
Horisontgyro med inbyggd Flight Director.

Svängindikator.

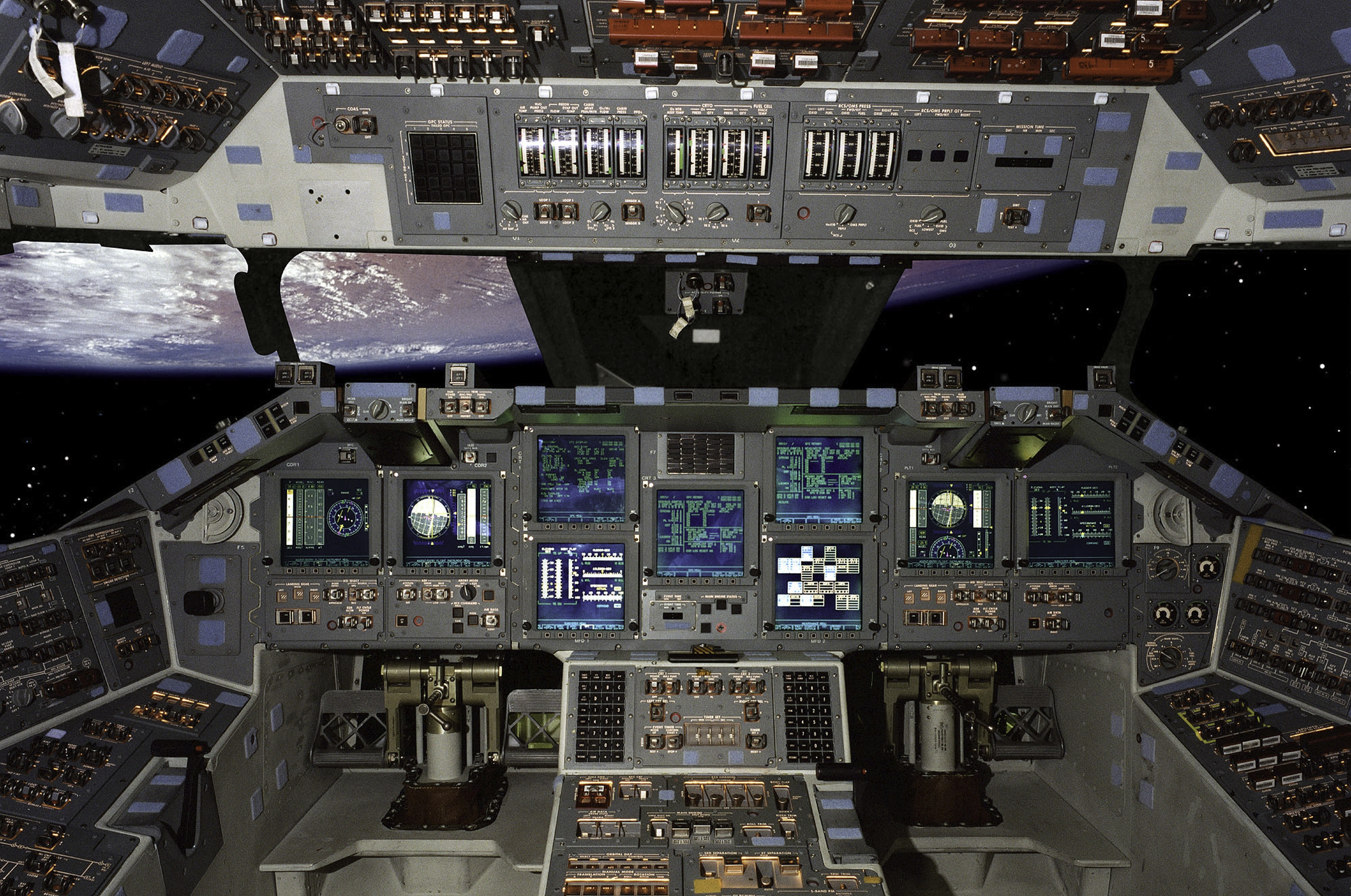
Glasförarkabin i rymdfärjorna. Elva plasmaskärmar i färg ersätter 32 instrument och elektromekaniska skärmar samt fyra katodstrålebildrör. De nya skärmarna är 34 kg lättare och drar mindre ström än tidigare utrustning. Installerade i samtliga rymdfärjor sedan 2002. Källa: NASA via Commons.

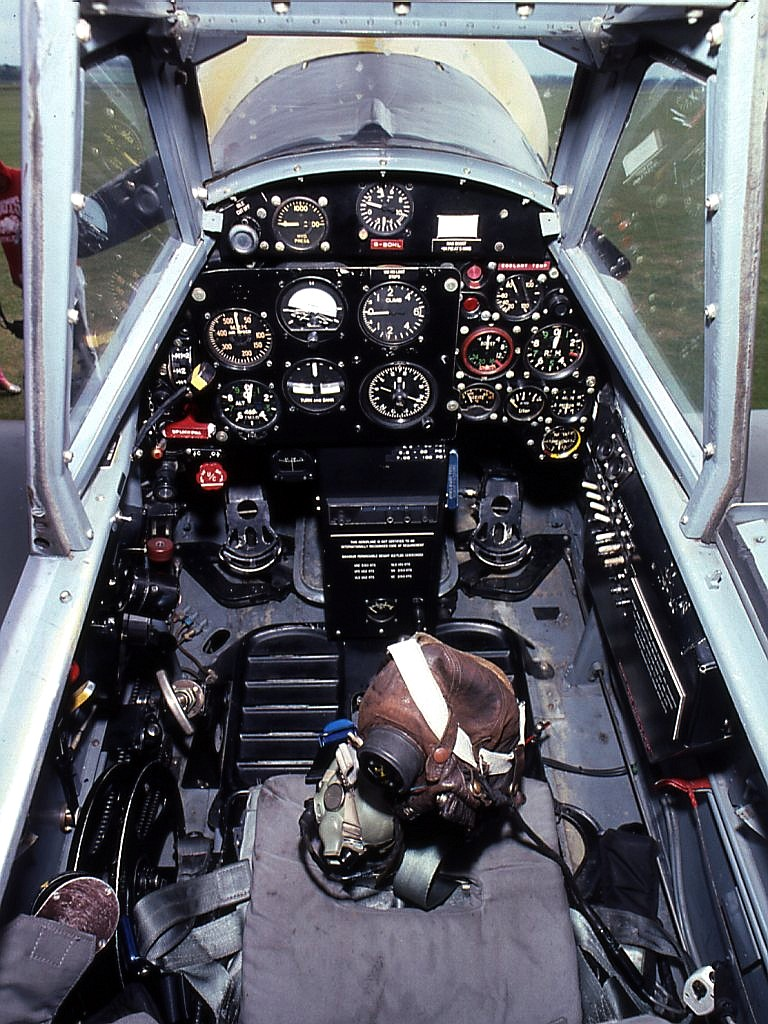
Förarkabin i en spanskbyggd Me 109 från 1940-talet (UK reg. G-BOML).

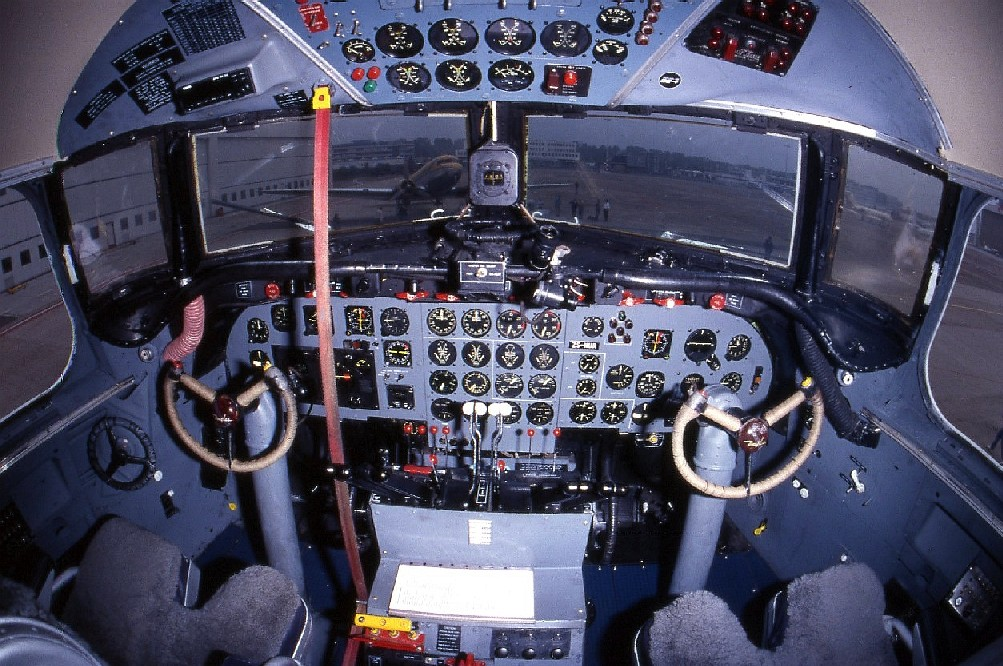
Förarkabin i en DC-4.

Förarkabin (engelska: cockpit) är den del av ett flygplan där piloten eller piloterna styr flygplanet. Om golvet i förarkabinen i ett större flygplan ligger i en annan nivå än kabingolvet kallas det för flight deck per definition, även om termerna i vardagligt språk ibland används synonymt med varandra. Förarens plats i en formelbil kallas också för förarkabin.

## Etymologi
Ordet cockpit som ibland används som synonym till förarkabin, är hämtat från engelskan, där det ursprungligen betecknade en tävlingsarena där man lät tuppar eller andra fåglar slåss mot varandra (vadslagning om vilken fågel som skulle vinna var vanligt). En annan betydelse i engelskan är det utrymme på krigsfartyg under 1600- och 1700-talen i engelska, från 1707 brittiska, flottan där underofficerarna inkvarterades. Detta ledde till att man började kalla det utrymme nära aktern på mindre, överdäckade fartyg där rodret kontrollerades för cockpit.
Första belägget för att uttrycket används om förarplatsen i ett flygplan är från 1914, då det inom Storbritanniens militär avsåg den öppna sittbrunn varifrån piloten flög flygplanet.

## Förarkabinens funktioner
Inom räckhåll i en förarkabin finns alla de reglage och instrument som en pilot behöver för att manövrera flygplanet, navigera, kommunicera med flygledning och andra flygplan samt för att övervaka dess system.
I grova drag kan utrustningen i en förarkabin i ett flygplan indelas i:
- Primära flygkontroller:
  - styrspak (eng. joystick, eller bara stick) som påverkar skev- och höjdroder. Detta var vanligt i äldre, mindre flygplan. I moderna allmänflygplan och trafikflygplan är det dock vanligare med en vridbar ratt (eng. yoke) som även är rörlig framåt/bakåt.
  - roderpedalerna som styr sidrodret som i sin tur påverkar flygplanet i girplanet.

- Primära flyginstrument. För att ett flygplan skall vara godkänt i normalklass för flygning i dagsljus under visuella flygregler måste följande instrument finnas i förarkabinen:
  - fartmätare (Airspeed indicator), som ofta anger hastigheten i knop. Även gradering i miles per hour eller kilometer per timme förekommer.
  - höjdmätare (Altimeter), anger flygplanets höjd över förinställd referensnivå, oftast i fot.
  - magnetkompass (Magnetic direction indicator), konventionell typ med magnetnål och en cirkulär horisontell skala som är vätskedämpad och lagrad i kompasshuset. Den är devierad för varje flygplansindivid.
- Dessutom kan finnas, beroende på flygplanstyp:
  - kollisionsdator (TCAS), visar vilka andra flygplan som finns i närheten. Ropar (Traffic!), om flygplanet kommer för nära. Ropar också (Descend!), och (Climb!).
  - varvräknare (Tachometer), visar varvtalet för motorn (inte alltid nödvändigtvis samma som för propellern) i RPM, (Revolutions Per Minute).
  - oljetrycksmätare/Oljetemperaturmätare  (Oil pressure gauge/Oil temperature gauge) för luftkylda motorer med olja i trycksystem, oftast kombinerat i ett instrument.
  - ingastryckmätare (Manifold pressure gauge) visar ingastryck för i förekommande fall motorer med direktinsprutning och/eller omställbar propeller.
  - bränslemätare (Fuel gauge) visar återstående mängd bränsle i respektive tank. En fungerande bränslemätare behöver bara visa korrekt värde då tanken är tom.

- Extrautrustning som dock blir obligatorisk om flygning skall ske enligt instrumentflygregler är:
  - horisontgyro (Artificial horizon eller attitude indicator) visar flygplanets tipp- och rollvinkel, det vill säga flygplanets läge i förhållande till den naturliga horisonten. Kopplat till ett oftast med en vakuumpump luftdrivet vertikalgyro, vars rörelsefrihet i rolled normalt är +/- 110 grader, och i tippled +/- 60 grader.
  - svängindikator (Gyroscopic rate-of-turn indicator) visar hur snabb kursändringen är. Markering finns alltid för så kallad Rate One Turn, vilket är tre grader per sekund, hastigheten för en standardsväng under instrumentflygning. Oftast kombinerad med en sidlutningsindikator, (Slip skid indicator) även kallad "kulan" på svenska, som visar att alla roder är koordinerade i svängen. Trots namnet visar inte en sidlutningsindikator primärt om flygplanet lutar!
  - kursgyro (Gyroscopic direction indicator) Eftersom en magnetkompass på grund av den så kallade inklinationsvikten endast visar korrekt kurs under stadig flygning i konstant fart rakt fram, används ett kursgyro för att ge kontinuerlig kursinformation även under svängar, stigning och plané, eller under fartförändring. Kursgyrot och horisontgyrot är i princip lika. Kursgyrot har normalt en frihetsgrad av +/- 70 grader både i roll och tippled. På grund av jordens rotation "vandrar" ett kursgyro upp till 15 grader per timme, beroende på latitud. I en så kallad Flux-valve kompass kompenseras detta automatiskt.
  - variometer (Vertical speed indicator, VSI) visar inledningsvis med viss fördröjning, hur mycket ett flygplan stiger eller sjunker. Fungerar i princip som en höjdmätare vars tryckbehållare hela tiden läcker. Vanligen graderat i fot/minut, annars i meter/sek.

Inget flyginstrument är oersättligt för säker instrumentflygning. Saknad information från ett trasigt instrument kan fås genom att kombinera vad som kan utläsas av två eller flera andra instrument. Därför utgörs en stor del av instrumentflygutbildningen av att flyga på så kallad Partial panel.
För flygning i kontrollerat luftrum krävs normalt även minst en tvåvägs kommunikationsradio med 760 kanaler mellan 118.000 MHz och 136.975 MHz, samt en höjdrapporterande transponder. 
En förarkabin i ett trafikflygplan innehöll förr flera hundra reglage och instrument. Därför var dess placering standardiserad. De primära flyginstrumenten var placerade direkt i pilotens blickfång, med övriga instrument och reglage strategiskt placerade runtomkring. Med dagens så kallade glasförarkabiner (engelska: Glass Cockpit) är antalet instrument reducerat till ett mindre antal skärmar. I pilotutbildningen ingår dock fortfarande att lära sig att läsa av instrumenten i en bestämd ordning, instrument scanning, för inte missa viktig information. Vidare använder piloter i större flygplan alltid checklistor för samtliga stadier i flygningen. Dessa listor innehåller alla de åtgärder och kontroller piloten måste utföra.

## Förarkabinen och dess utveckling

### 1900- till 1920-talet
I de tidigaste flygplanen var förarplatsen öppen och erbjöd inget skydd för piloten mot väder och vind. Reglagen var rudimentära och inskränkte sig till roderspakar och några få motorreglage. På 1910-talet fick flygplanen sittbrunnar och antalet reglage och instrument utökades i och med att flygplanens prestanda och räckvidd ökade. I mitten av 1920-talet kom de första flygplanen med kabiner, där piloter och passagerare satt inuti flygplanskroppen. Det är nu förarkabinen började få den form vi känner igen från dagens flygplan.

### 1930- till 1960-talet
Utvecklingen under denna period var dramatisk. Ökande motorprestanda ledde fram till att man började bygga trafikflygplan. Krav på effektivitet och säkerhet tillförde nya system i flygplanens förarkabiner, som till exempel utrustning för radionavigering och radiotelefoni. Större och mer komplexa motorer krävde även de fler instrument och reglage i förarkabinen. Detta gjorde att det krävdes fler besättningsmedlemmar i en förarkabin. Så kunde till exempel en Douglas DC-3 under senare delen av 1930-talet ha en besättning på fyra personer. Förste- och andrepilot (kapten och styrman), en färdmekaniker och en radiooperatör/navigatör var den vanliga besättningen. Under denna period standardiserades placeringen och utformningen av flyginstrumenten och reglagen.
På 1940-talet blev autopiloter vanliga i flygplanens förarkabiner. (Autopiloten hade demonstrerats redan 1914 av Elmer Sperry från Sperry Corporation). Den tidens analoga autopiloter bestod av en gyrohorisont och magnetisk kompass, som på elektromekanisk väg kopplades till hydraulik som styrde sidroder, höjdroder och skevroder. På så vis kunde till exempel en Sperry Mark III-autopilot inte bara kontrollera flygplanets höjd och kurs i planflykt på marschhöjd, utan även göra koordinerade svängar. Detta innebar en avlastning av pilotens arbetsbörda under marschflygning med mer än 80 procent.
På 1950- och 1960-talet innebar landvinningarna inom främst elektronikens område förbättringar av navigationsutrustningen i flygplanen. Då de komplexa kolvmotorerna byttes ut i trafikflygplanen mot relativt sett enklare jetmotorer, innebar detta en lättnad i arbetsbördan för flygplansbesättningen, vilket innebar att besättningens antal kunde minskas.

### 1970-talet till nutid
Utvecklingen inom datortekniken under 1970-, 80- och 90-talen ledde fram till en utveckling av förarkabinen, där alltfler system kopplades samman. Så kom till exempel flygplanens autopiloter att kopplas ihop med radioutrustningen så att autopiloterna kunde styra efter VOR-radiofyrar och ILS-landningssystem. På 1980-talet slog vad som kallas fly-by-wire igenom. Detta system tillsammans med styrdatorer i flygplanen, innebar att autopiloternas kapacitet att ta hand om rutinuppgifter under flygningen kunde utökas.
Redan på 1970-talet hade NASA forskat kring hur bearbetad information från flygplanets rådata samt annan information rörande flygningen kunde integreras och presenteras grafiskt på bildskärmar, istället för som varit vanligt på en uppsjö av olika instrument och indikatorer i förarkabinen. Detta ledde fram till vad som brukar kallas för glasförarkabiner. Den första trafikflygplansmodellen som var försedd med glasförarkabin var Boeing 767 som lanserades 1982. Numera har glasförarkabiner blivit standard i trafikflygplan, affärsjetplan, militära flygplan (där de integreras med vapensystemen) och i rymdfarkoster (till exempel NASA:s rymdfärjor och den ryska Sojuz). Även allmänflygplan som Piper Cherokee och Cessna 172/182 finns nu att köpa med glasförarkabin som tillval.

## Förarkabinerna i stora jetflygplan
Flygning med jetflygplan skiljer sig allmänt från propellerflygning på en lång rad punkter, inte minst när det gäller landning. Därför är instrumentering och reglage också delvis helt annorlunda. De första kommersiella jetplanen som till exempel Boeing 707, DC-8 och Caravelle skiljer sig principiellt inte så mycket från dagens moderna jetflygplan, bättre autopiloter, inflygningshjälpmedel, GPS, och instrumentvisning på bildskärmar (s.k. glasförarkabiner) till trots. Även på bildskärmar visas instrumenteringen till stor del fortfarande analogt, d.v.s. instrumenten ser delvis fortfarande ut som bilder av 1960-talets "klockor". I stora jetflygplan indelas instrumenteringen i fem kategorier:
1. Flyginstrument (vilka i sin tur är indelade i gyroinstrument och pitotinstrument)
2. Navigations- & radioinstrument
3. Motorinstrument
4. Systeminstrument, till exempel bränslesystem, elsystem, hydraulik, kabintryck etc
5. Övriga instrument, till exempel taxispeed, (hastighetsmätare för markkörning), Mach-mätare, Ground Speed-mätare, utomhustemperatur etc

Viktigast är naturligtvis de rena flyginstrumenten, ofta kallade "Big Five". Dessa är alltid placerade på samma sätt i förhållande till varandra, oavsett modell och modern glasförarkabin eller gammaldags "klockor". 

### Flyginstrument
- Gyrohorisont. Detta är en "konstgjord horisont" som utan tvekan är det viktigaste instrumentet, och det enda som det alltid funnits krav på tredubbla uppsättningar av. (En för kaptenen en för andrepiloten samt en extra). Gyrohorisonten visar primärt hur flygplanet ligger i luften, om flygplanet stiger, sjunker eller lutar resp hur mycket. I moln tappar man omgående orienteringsförmågan utan detta instrument. Gyrohorisonten innehåller dessutom flera andra funktioner till exempel Flight Director (som kan slås av) som visar sig som ett lodrätt och ett vågrätt streck inne i gyrohorisonten. Detta ger piloten god hjälp vid svängar, piloten skall svänga mot det kors som bildas av de båda linjerna. Viktigare är dock ILS-funktionerna, localizer och glideslope, vilka är två markörer under och till höger om själva gyrohorisonten. Båda används vid inflygning och är en absolut nödvändighet i moln (och dimma som är markliggande moln). Med localizern kan piloten se hur flygplanet ligger i sidled i förhållande till en optimal glidbana ner till landningsbanan, med glideslopen avgörs hur flygplanet ligger i höjdled.

ILS-funktionerna är ett "samarbete" mellan flygplats och flygplan och varje landningsbana med ILS sänder ut en stråle med den optimala glidbanan på en frekvens i bandet 108.00-118.00 MHz. Denna frekvens ställs in med flygplanets navigationsradio (noggrannhet är multiplar av 0.05 MHz). Gyrohorisontens placering är "i centrum" av flyginstrumenten. Även i moderna glasförarkabiner visas instrumentet på analogt vis, helt identiskt med hur instrumentet sett ut sedan "jetåldern" började kring 1960.
Landning utan att se på instrumenten, så kallad "visuell landning", är i princip möjlig vid vackert väder på flygplatser som den flygande piloten är väl bekant med - med undantag för just gyrokompassen. En skicklig pilot kan avgöra alla andra nödvändiga faktorer - men inte om flygplanet lutar i sidled. Minsta lutning i sidled (s.k. "banking") medför att en av vingarna slår i marken i c:a 150 knops hastighet mot vinden. Detta är anledningen till att ett reservinstrument måste finnas.
- Gyrokompass. En kompass som varken påverkas av deviation eller magnetisk felvisning, och kan t.o.m. användas för flygningar över eller nära Arktis. Vid landning måste man hålla samma kurs som banan är anlagd. Gyrokomappen är alltid placerad direkt under gyrohorisonten. I glasförarkabiner visas vanligen enbart "halva kompassen" som en halvcirkel (som dock "roterar" som om undre delen endast är dold).

- Indicated Airspeed - IAS Ett "pitotinstrument" som visar flygplanets hastighet mot vinden. Instrumentets noggrannhet bygger på att det lokala lufttrycket är korrekt inställt. IAS används vid start, inflygning och landning, men det är inte konstruerat för att visa korrekt hastighet mot vinden på hög höjd. Över 20.000 fot använder piloterna istället MACH -mätaren som visar flygplanets hastighet som del av ljudets hastighet. Varje flygplan har en maximal hastighet som inte får överskridas, s.k. "overspeed" - vilket ger ett mycket obehagligt tickande ljud i förarkabinen. (På vissa flygplansmodeller finns även ett instrument kallat TAS- True Airspeed som visar samma sak som IAS, men på höga höjder och enbart vid hastigheter över 200 knop. Via ett slags ekolod kan piloten även få reda på hastigheten över markytan, Ground Speed). Ett flygplans starthastighet beror på dess modell och vikt inkluderat bränsle samt vingklaffarnas konfiguration. Landningshastigheten beror av samma faktorer, men är lägre än starthastighet. En grov generalisering är 175 knop som roteringshastighet och 145 knop vid sättning.

Hastighetsmätaren är alltid placerad närmast till vänster om gyrohorizonten. I glasförarkabiner är IAS-mätaren inte en rund nålvisare utan en stapel, placeringen är dock densamma.
- Altimeter. Höjdmätare som också tillhör "pitotinstrumenten" och därmed kräver korrekt kalibrerat lufttryck. Men lufttrycket ställs (vanligtvis) bara in vid start och landning - därför är höjdmätaren inte särskilt exakt under flygresans huvuddel. Av denna anledning åtskiljs luftkorridorerna med minst 2000 fot på hög höjd, så att trafik åt ena hållet flyger 2000 fot högre eller lägre än trafik i motsatt riktning. På lägre höjd inför landning eller efter start är mätaren "nykalibrerad" och då räcker 1000 fot som höjdskillnad. Altimetern är alltid placerad närmast till höger om gyrohorizonten.

Riktigt gamla höjdmätare fungerade precis som vanliga klockor, med två eller tre visare. Den ena visade tusentalsfot, den andra hundratalsfot. i de fall en tredje visare förekommer visar den fot i tiotusental, se bilden på höjdmätare ovan, som visar 14500 fot. Med "jetåldern" krävdes högre höjder och altimetern fick ett sifferverk inbyggt istället för den ene visaren. Ett varv runt klockan motsvarar 1000 fot och sifferverket visar samtidigt höjden med 100-fots noggrannhet. I glasförarkabiner är även altimetern förvandlad till en stapel istället för "klocka". Brittiska flygbolag brukar kalibrera altimetern så att den visar 0 fot vid landning, oavsett flygplatsens höjd (s.k. QFE). För övriga länders flygbolag är detta förbjudet.
- Vertical Speed Indicated - VSI (Även Instantaneous Vertical Speed Indicated - IVSI) är det tredje pitotinstrumentet. Det visar flygplanets vertikala hastighet, hur fort det stiger eller sjunker. De äldre "klockmätarna" har en visare som pekar på "kl 9" om flygplanet ligger på en stabil höjd. Stiger flygplanet går visaren medurs (först "uppåt" mot "kl. 12" och sedan förbi), sjunker flygplanet går visaren motsols (först "nedåt" mot "kl 6" därefter förbi). Området kring "kl 3" är blockerat och visaren kan aldrig "snurra runt". Graderingen är noggrannast närmast "kl 9" och graderas i antal tusental fot per minut. Intervallet är från minus 6000 fot/minut till plus 6000 fot/minut, men man varken stiger eller sjunker sällan fortare än 1800-2000 fot/minut.

Ett undantag utgör s.k. "Canyonlandningar", då landningsbanan ligger strax efter en bergskedja till exempel, då kan det bli aktuellt att sjunka fortare än normalt. (Motsvarande starter förekommer knappast, istället svänger man skarp direkt efter start). VSI/IVSI mätaren är det minst viktiga av de fem viktigaste flyginstrumenten, och är inte ett instrument man "flyger efter" under längre tid, instrumentet är allt för "hoppigt" för detta. Instrumentet ger dock viktig kompletterande information, och i själva landningsögonblicket skall naturligtvis den vertikala hastigheten vara lagom låg för en mjuk landning. Instrumentet är antingen placerat under hastighetsmätaren IAS (snett neråt höger från gyrohorizonten) eller till höger om denna (således två steg till höger om gyrohorizonten). I glasförarkabiner är även detta instrument omgjort till en stapel som alltid är placerad direkt till höger om altimerterstapeln.
Utöver "the Big Five" finns Radiohöjdmätare som mäter höjden över marken (och sammanfaller endast med altimetern över hav). Instrumentet visar endast höjden upp till cirka 2000 fot. Detta instrument är varken gyrodrivet eller ett pitotinstrument utan fungerar som ett ekolod. Som mest användbart vid landning på högt belägna flygplatser. Radiohöjdmätarens placering varierar med flygplanets modell. 
Svängkoordinatorn har utgått, men har aldrig behövts på samma sätt som i mindre propellerplan. Sidorodret används mycket lite jämfört med på småplan och flight directorn föredras av de flesta piloter.

### Motorinstrument
Varje motor har en uppsättning instrument. Antalet instrument per motor samt vad de visar varierar med tid och modell. Ett fyrmotorigt flygplan med 5 instrument per motor har således 20 motorinstrument. Dessa används främst vid motorernas uppstart samt vid fel. Vanliga motorinstrument är
- N1 - varvtal för främre kompressorn (enhet är ett procenttal där 100% är rek. maximum, mätaren går dock till c:a 120%)
- N2 - varvtal för bakre kompressorn (enhet som ovan)
- FF - Fuel Flow, bränsleåtgång (enhet varierar, till exempel 100-tal US gallons/minut)
- EGT - Exhaust Gas Temperature, avgasernas temperatur (enhet grader C eller F)
- Oljetryck (varierande enheter)
- Oljetemperatur (enhet grader C eller F)
- Oljemängd
- EPR - Engine Pressure Ratio, ett slags jämförelsetal som visar jetmotorns dragkraft

Det finns eller har funnits fler motorinstrument, men normalt fanns 4-5 "klockor" per motor. I glasförarkabiner finns möjligheter att titta särskilt noga på ett eller flera av instrumenten. Analog visning är dock fortfarande "det normala".

### Navigationsinstrument
- Gyrokompass (räknas både som flyginstrument vid landning och navigationsinstrument)
- VOR-kompass(er)- riktning till radiofyrar
- Distansmätare till nästa radiofyr eller landningsbana (enhet nautiska mil)
- GPS

### Systeminstrument
- Bränslemängd (för varje tank)
- Likströmssystem
- Växelströmssystem
- Instrument för APU:n (en slags startmotor för jetmotorerna)
- Batterier, kopplingar till marken före start
- Hydrauliksystem
- Pneumatiksystem
- Kabintryck
- Luftkonditionering (ej samma som kabintryck)
- Datorer (ej PC med Windows utan styrdator med specifika uppgifter)

Tidigare sköttes dessa system av en flygingenjör, denna har dock "sparats bort" i många flygplan konstruerade från sent 1980-tal och framåt, numera är detta kaptenens ansvar.

### Övriga instrument (exempel)
- Vingklaffskonfiguration (inkl. både flaps och slats). Förr ofta ett per vinge numera vanligen ett enda instrument
- Landningsställskonfiguration (uppe, nere med ej låsta, nere och låsta)
- Roderindikatorer - visar inställning av höjdroder, skevningsroder och sidoroder (elevator, ailerons, roder)
- Väderradar
- Taxi speed - hastighetsmätare under markkörning (taxing)

## Säkerheten i förarkabinen
Moderna tiders våldshandlingar mot flygplan — framför allt flygplanskapningar och bombhot har lett till krav på ökad avskildhet mellan passagerarplanens passagerarutrymmen och förarkabinen. I trafikflygets barndom på 1930-talet var det vanligt att passagerarkabinen och förarkabinen endast avgränsades av till exempel ett draperi. I samband med den våg av flygplanskapningar som inleddes under 1970-talet skärptes kraven på en dörr som kunde låsas inifrån förarkabinen. Efter terrorattackerna mot New York, Washington D.C. och Pennsylvania den 11 september 2001 skärptes dessa krav, och de flesta flygplanstillverkare och flygbolag började vidta åtgärder, som exempelvis att förstärka mellanväggarna och dörrarna till förarkabinen, samt införa larm och videoövervakning.